# Matthäus Friderich

„Der Saufteufel“ von 1561 (Ursel)

Matthäus Friderich, auch Mattheus Friderich (* 16. Jahrhundert in Görlitz; † 1559) war ein deutscher evangelischer Geistlicher und Kirchenlieddichter. Über sein Leben weiß man nichts Gesichertes, allerdings hieß es, sein Vater sei Fleischer gewesen und in Görenz und von 1552 an in Schönberg sei er Pastor gewesen. 1556 gab er eine zwei Lieder beinhaltende Sammlung heraus, das erste Lied handelt davon, dass man die schweren Gerichte Gottes ertragen solle, während das zweite von ernstem und fröhlichem Gottvertrauen erzählt.

## Werke
- Der Pluder- und Krausenteufel
- Wider den Sauffteuffel. Etliche wichtige ursachen, warumb alle Menschen sich für dem Sauffen hüten sollen. Item/ Das das bald vnd ganzt Sauffen Sünde/ vnd in Gottes Wort verboten sey. Item/ Etliche Einreden der Seuffer/ mit ihren verleugnungen/ Durch Matthæum Friderich von Görlitz. Hantzsch, Leipzig 1552.
- Zwei schöne neue geistliche Lieder zu dieser Zeit nützlich und tröstlich zu singen. Das Erste ein schoene vermanung an die Deudschen. Das Ander ein huebscher trost in aller noth. Gedruckt zu Franckfurt an der Oder/ durch Johann Eichorn, Anno M.D.LVI.
- Ein Sendbrieff an die vollen Brüder in teutschem Lande geschriben. Gegler, Augsburg 1556.
- Wider den Sauffteuffel. Etliche wichtige ursachen, warumb alle Menschen sich für dem Sauffen hüten sollen. Hantzsch, Leipzig 1552; später deutlich erweitert als Wider den Sauffteufel. Mit allem Vleiss gebessert und an vielen Orten gemehret. Henricus, Ursel 1561.
- Widder den Sauffteuffel, gebessert vnd an vielen örtern gemehret. Jtem, Ein Sendbrieff des Hellischen Sathans, an die Zutrincker, vor 45. Jaren zuvor aus gegangen. Jtem, Ein Sendbrieff Matthaei Friderichs, an die Follen Brüder in Deutschem Lande. Gedruckt zu Franckfurt an der Oder/ durch Johan. Eichorn/ Anno 1561.